# Cô gái vắt sữa
Cô gái vắt sữa (tiếng Hà Lan: De Melkmeid hay Het Melkmeisje) hay Cô hầu bếp là tác phẩm tranh sơn dầu trên vải bạt căng của họa sĩ người Hà Lan, Johannes Vermeer. Tranh hiện đang được trưng bày trong bảo tàng Rijksmuseum, thành phố Amsterdam, Hà Lan.
Thời điểm hoàn thành cụ thể của bức tranh vẫn chưa rõ ràng, bảo tàng Rijksmuseum đưa thông tin năm 1658 trong khi viện bảo tàng Mỹ thuật Metropolitan ở New York khẳng định tranh được vẽ năm 1657 hoặc 1658. Trang web "Essential Vermeer" lại cho rằng tranh ra đời trong khoảng từ năm 1658–1661.

### Chuyên khảo
- Bonafoux, Pascal, and Johannes Vermeer van Delft. Vermeer. New York: Konecky & Konecky, 1992. ISBN 978-1-568-52308-8 OCLC 249850444
- Cant, Serena, and Jan Vermeer van Delft. Vermeer and His World, 1632-1675. London: Quercus, 2009. ISBN 978-1-849-16005-6 OCLC 699202293
- Franits, Wayne E. The Cambridge Companion to Vermeer. Cambridge: Cambridge University Press, 2001. ISBN 978-0-521-65330-5 OCLC 45284708
- Franits, Wayne E. Dutch Seventeenth-Century Genre Painting: Its Stylistic and Thematic Evolution. New Haven, Conn: Yale University Press, 2004. ISBN 978-0-300-10237-6 OCLC 473754188
- Gaskell, Ivan, and Michiel Jonker. Vermeer Studies: [Proceedings of the Symposia "New Vermer Studies" Held in 1995 in Washington, and in 1996 in The Hague]. Washington: National Gallery of Art, 1998. Vol. 55. ISBN 978-0-300-07521-2 OCLC 631981597
- Gowing, Lawrence, and Johannes Vermeer. Vermeer. Berkeley, Calif: University of California Press, 1997. ISBN 978-0-520-21276-3 OCLC 36857459
- Henderson, Jasper, Victor Schiferli, and Lynne Richards. Vermeer: The Life and Work of a Master. Amsterdam: Rijksmuseum, 2011. ISBN 978-9-086-89068-2 OCLC 763023437 - Translated from the Dutch from Lynne Richards.
- Koningsberger, Hans. The World of Vermeer, 1632-1675. Time-Life Library of Art series. Amsterdam: Time-Life Books, 1985. ISBN 978-0-900-65858-7 OCLC 13302281
- Metropolitan Museum of Art (New York, N.Y.), and Liedtke, Walter A. The Milkmaid by Johannes Vermeer / Walter Liedtke. New York: The Metropolitan Museum of Art, 2009 OCLC 839735356
  - Bản mẫu:MMoAobject - 2009 exhibition catalogue
- Plomp, Michiel, et al. Vermeer and the Delft School / Walter Liedtke. New York: The Metropolitan Museum of Art, 2001. ISBN 978-0-870-99973-4 OCLC 819761194
  - Bản mẫu:MMoAobject - 2001 exhibition catalog
- Pollock, Griselda. Differencing the Canon Feminist Desire and the Writing of Art's Histories. London: Routledge, 1999. ISBN 978-1-135-08440-0 OCLC 842262336
- Rand, Harry. 1998. "Wat maakte de 'Keukenmeid' van Vermeer?" Bulletin Van Het Rijksmuseum. 46, no. 2-3: 275-278. ISSN 0165-9510 OCLC 772557024
- Schama, Simon. The Embarrassment of Riches: An Interpretation of Dutch Culture in the Golden Age. New York: Knopf, 1987. ISBN 978-0-394-51075-0 OCLC 14132010
- Vermeer, Johannes, and Taco Dibbits. Milkmaid by Vermeer and Dutch Genre Painting Masterworks from the Rijksmuseum Amsterdam: Exhibition, The National Art Center, 26 September-ngày 17 tháng 12 năm 2007. Tokyo: Tokyo Shimbun, 2007. OCLC 690709724 - 2007 exhibition catalog
- Wheelock, Arthur K. Vermeer & the Art of Painting. New Haven: Yale University Press, 1995. ISBN 978-0-300-06239-7 OCLC 31409512
- Wheelock, Arthur K., and Johannes Vermeer. Vermeer: The Complete Works. New York: H.N. Abrams, 1997. ISBN 978-0-810-92751-3 OCLC 36178954